# Gerhard Höggerl
Gerhard Höggerl (* 3. Juli 1943 in Bad Gastein) ist ein ehemaliger österreichischer Politiker (FPÖ) und Kfz-Mechanikermeister. Er war von 1993 bis 1999 Abgeordneter zum Salzburger Landtag.

## Ausbildung und Beruf
Höggerl besuchte von 1950 bis 1954 die Volksschule seiner Heimatgemeinde Bad Gastein und wechselte 1954 zum weiteren Schulbesuch an die örtliche Hauptschule. Er begann danach 1959 eine Lehre als Kfz-Mechaniker, die er im Jahr 1963 abschloss. Er leistete zwischen 1962 und 1963 seinen Präsenzdienst ab und verbrachte die Zeit zwischen den Jahren 1964 bis 1966 in Deutschland, Frankreich, Belgien und den USA. 1970 legte er die 1970 Meisterprüfung als Kfz-Mechaniker ab, 1974 machte er sich in seinem erlernten Beruf selbständig. 1998 wurde ihm der Berufstitel Kommerzialrat verliehen.

## Politik und Funktionen
Höggerl engagierte sich zwischen 1983 und 1985 sowie ab 1990 als Mitglied der Landesinnung der Kraftfahrzeugtechniker, wobei er von 1995 bis 2005 auch die Funktion des Landesinnungsmeister-Stellvertreters im Land Salzburg innehatte. Er war des Weiteren Vorsitzender der Meisterprüfungskommission für Kraftfahrzeugtechniker, von 1993 bis 2000 Mitglied der Bundessektion Gewerbe und von 2000 bis 2005 Bildungsreferent der Bundeswirtschaftskammer.
Seine politische Karriere begann Höggerl 1989 als Gemeinderat der Stadt Salzburg, wobei er dem Gemeinderat bis 1992 angehörte. Er wurde am 19. Mai 1993 als Abgeordneter zum Salzburger Landtag angelobt, dem er bis zum 26. April 1999 über zwei Legislaturperioden angehörte. Innerparteilich hatte er im FPÖ-Landtagsklub zwischen 1994 und 1995 die Funktion des stellvertretenden Klubobmanns inne, zudem war er zwischen 2000 und 2006 Ortsparteiobmann der FPÖ im Salzburger Stadtteil Parsch. Im Ring Freiheitlicher Wirtschaftstreibender (RFW) war Höggerl als Bezirksobmann der Stadt Salzburg aktiv, zudem war er von 1991 bis 2003 stellvertretender Landesobmann des RFW.
Nach dem Ausscheiden aus dem Landtag übernahm Höggerl im Jahr 2000 die Funktion des Bezirksobmanns des freiheitlichen Seniorenrings in der Stadt Salzburg, 2005 wurde er zudem zum Landesobmann-Stellvertreter des Seniorenrings gewählt.